# كارولين مالوني
كارولين بوشر مالوني (بالإنجليزية: Carolyn Bosher Maloney) هي سياسية أمريكية من الحزب الديمقراطي ولدت في يوم 19 فبراير 1946 في مدينة غرينزبورو في كارولاينا الشمالية. هي عضوة في مجلس النواب الأمريكي منذ سنة 1993 كممثلة عن ولاية نيويورك.